# Lac de Vesoles
Het Lac de Vesoles of Lac du Saut de Vésoles is een stuwmeer in het Franse departement Hérault in de regio Occitanie, gelegen tussen Saint-Pons-de-Thomières, Riols en La Salvetat-sur-Agout.
Het meer heeft een oppervlakte van 50 hectare.
De stuwdam voor het meer is gebouwd in de periode 1956-1958. Hij wordt gebruikt voor de opwekking van stroom.